# هوی لی
هوی لی (انگلیسی: Howie Lee; ۱۳ اکتبر ۱۹۲۹ – ۱۳ نوامبر ۲۰۱۴) بازیکن هاکی روی یخ اهل کانادا بود.